# The Carmanah Giant

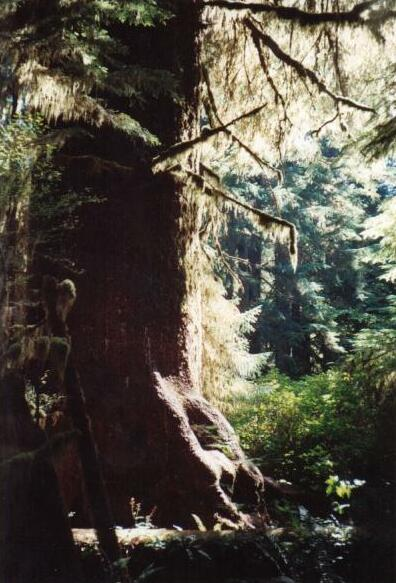
Der „Gigant“ im Jahr 1993

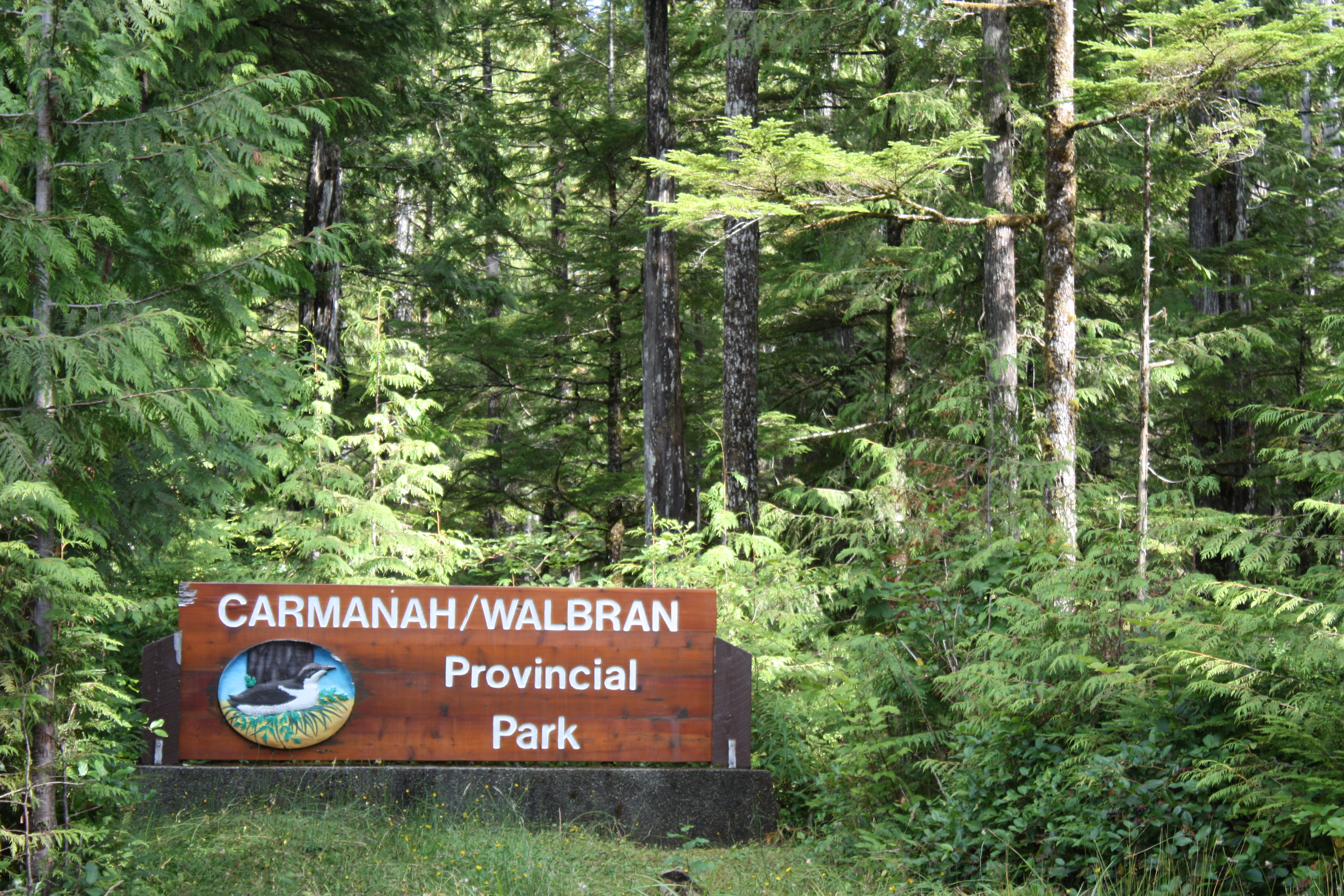
Parkschild, 2009

Die als Three Sisters (drei Schwestern) bekannte Sitka-Fichtengruppe

The Carmanah Giant, eine Sitka-Fichte (Picea sitchensis), galt im Jahr 2011 als höchster Baum Kanadas, und in einer Publikation der University of British Columbia aus dem Jahr 1997 wurde er als höchste Sitka-Fichte der Welt bezeichnet.
Die Sitka-Fichte steht auf Vancouver Island, etwa 20 km nördlich von Port Renfrew im südwestlichen Teil des Carmanah Walbran Provincial Parks. Sie weist eine Höhe von über 96 m auf und hat in Brusthöhe einen Umfang von mehr als 9,5 m. Die immer wieder genannte Höhenangabe stammt allerdings aus dem Jahr 1989. Ihr Alter wird auf 700 bis 1000 Jahre geschätzt, doch weisen vergleichbare Exemplare auf ein deutlich schnelleres Wachstum in dieser Region mit günstigen Wachstumsbedingungen hin, und damit auf ein geringeres Alter. Sitka-Fichten wachsen ausschließlich im küstennahen Bereich – kaum eine ist mehr als 80 km vom Pazifik entfernt – und selten in größerer Höhe als 30 m über dem Meeresspiegel. Für die Ditidaht, auf deren traditionellem Territorium der Baumriese steht, haben die Bäume eine erhebliche kulturelle Bedeutung.
Zu öffentlicher Unruhe kam es 1988, als Holzfäller „versehentlich“ im Bereich der großen und damit besonders gewinnbringenden Bäume Kahlschläge durchführten. Zwei Jahre später wurde das Gebiet unter dem Namen Carmanah/Walbran unter Schutz gestellt und zum Provinzpark erhoben. Auslöser war die Entdeckung des Baumriesen durch Randy Stoltmann im Jahr 1988. Der Parkname geht mithin auf den Baumnamen zurück. Dessen Namensteil ‚Carmanah‘ geht wiederum auf den wichtigsten Bach im Park zurück, dessen Name in der Sprache der Ditidaht etwa mit „canoe landing in front“  wiedergegeben wird, womit wiederum ein (ehemaliges) Dorf an der Mündung des Flusses gemeint war, ‚Walbran‘ geht auf John Thomas Walbran, einen kanadischen Hydrologen und Autor eines etymologischen Buches zur kanadischen Westküste zurück. Die Parkeinrichtung wurde durch Kampagnen gegen das großflächige Fällen von Bäumen (Logging), sogenannte anti-logging campaigns, ermöglicht, in deren Verlauf sich Protestierende an die bedrohten Bäume ketteten, wie im Carmanah-Tal nördlich von Port Renfrew. 1990 entschädigte die Provinz British Columbia den Holzkonzern MacMillan Bloedel mit 83,75 Millionen Dollar für das Ende der Holzfällerei in einem Gebiet, aus dem noch im selben Jahr der Carmanah Walbran Provincial Park hervorging. Ähnliche Proteste gab es bei Tofino, wo im Clayoquot Sound gefällt werden sollte, eine Auseinandersetzung, die in Kanada als War in the Woods bekannt wurde. In dessen Verlauf kam es zu 800 Verhaftungen. 1995 wurde der Sound unter Schutz gestellt. Seit 2000 ist er ein Biosphärenreservat. Der Aktivist für den Schutz der Riesenbäume Al Carder (* 1910 - † 2014) erhielt im Alter von 104 Jahren eine Auszeichnung der Ancient Forest Alliance.
Port Renfrew, jahrzehntelang von der Holzfällerei abhängig, nennt sich seit den späten 1990er Jahren „Canada’s Tall Tree Capital“, wozu der Carmanah Giant erheblich beitrug. Der Ort präsentiert eine Karte der größten Bäume der Umgebung, neben dem Carmanah Giant die San Juan Spruce, von der ebenfalls behauptet wird, sie sei Kanadas höchste Sitka-Fichte sowie die Red Creek Fir, die mit 74 m größte Douglasie der Welt, oder die 66 m hohe Douglasie Big Lonely Doug. Der Tourismus ermöglichte eine schnelle wirtschaftliche Erholung des Ortes. Im Mai 2012 forderte die BC Chamber of Commerce, die 36.000 Unternehmen in der Provinz vertritt, die Unterschutzstellung der verbliebenen alten Baumbestände (old-growth), um die touristische Ressource stärker zu nutzen. Die Ancient Forest Alliance setzte im Februar 2012 den Schutz einer 40 ha großen Old Growth Management Area durch, bekannt als Avatar Grove. Seither entstanden hölzerne Wegekonstruktionen, um die Folgen des Besuchs Tausender Touristen zu mindern. Die Holzfällerei in den Nachbarregionen ging allerdings weiter. Dabei bestehen zwei Wanderrouten. Deren nördliche erreicht nach 7,5 km die Parkgrenze und reicht darüber hinaus, während die südliche Route nach 2,6 km aus Sicherheitsgründen geschlossen wurde, aber auch, um die empfindliche Umgebung zu schützen. Jedoch blockiert dieser geschlossene Pfad seither auch den Weg zum Carmanah Giant, der sich weitere 7 km weiter südlich befindet. Auch besteht kein Anschluss mehr zum West Coast Trail.